# Gornja Saôna
Haute-Saône francuski je departman regije Franche-Comtéa. Dobio je ime po rijeci Saôni. 

## Povijest
Departman je nastao prvih godina francuske revolucije.